# Ligne 76 de Media Distancia
La ligne 76 (Cadix-Séville-Cordoue-Jaén) est une ligne ferroviaire de Media Distancia du service Avant qui traverse la région espagnole d'Andalousie. Il circule sur des voies conventionnelles électrifiées à 3 000 volts en courant continu entre Cadix et Séville et entre Cordoue et Jaén, et sur des voies à grande vitesse électrifiées à 25 000 volts en courant alternatif par voie normale entre Séville et Cordoue. Il utilise deux essieux à écartement variable, l'un à Majarabique (Séville) et l'autre à Alcolea (en) (Cordoue), pour passer de la voie rapide à la voie normale. Les titres appartiennent à Adif. Il est exploité par la section Media Distancia de Renfe Operadora avec des trains de la série 121.
La durée minimale du trajet est de 4 h 13. Il coïncide, sur l'ensemble de son parcours, avec les trains qui circulent consécutivement sur les lignes 65 et 66, bien que ceux-ci circulent sur des voies conventionnelles tout au long de leur parcours.
Le service a débuté en juin 2009, sous le nom d'« AVE-Lanzadera ». Il a été interrompu pendant quelques mois en raison de problèmes techniques dans le changeur d'écartement à Alcolea, qui ont provoqué quelques déraillements.